# 尼库尔
尼库尔（法語：Nucourt，法語發音：[nykuʁ] ⓘ）是法国法兰西岛大区瓦兹河谷省的一个市镇，属于蓬图瓦兹区。

## 地理
尼库尔（49°9'32"N, 1°51'15"E）面积7.65 平方千米，位于法国法蘭西島大區瓦兹河谷省，该省份为法国北部内陆省份，北起瓦兹省，西接厄尔省，南至塞纳-圣但尼省、上塞纳省和伊夫林省，东临塞纳-马恩省。
与尼库尔接壤的市镇（或旧市镇、城区）包括：阿当库尔-勒欧克洛谢、布孔维莱尔、利耶尔维尔、瑟朗、韦克桑地区勒贝莱、沙尔、韦克桑地区克莱里、韦克桑地区马尼。

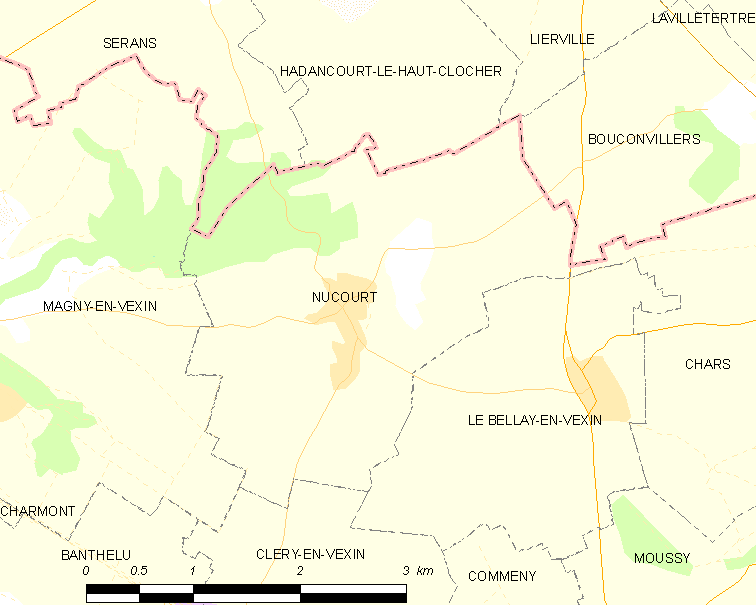
尼库尔的OSM定位图

尼库尔的时区为UTC+01:00、UTC+02:00（夏令时）。

## 行政
尼库尔的邮政编码为95420，INSEE市镇编码为95459。

## 政治
尼库尔所属的省级选区为蓬图瓦兹县。

## 人口

1962-2008年间尼库尔人口变化图示

尼库尔于2022年1月1日时的人口数量为719人。